# 大伴山守
大伴 山守（おおとも の やまもり）は、奈良時代の貴族。官位は正五位上・遠江守。

## 経歴
和銅7年（714年）従六位上から三階昇進して従五位下に叙爵。
霊亀2年（716年）遣唐大使に任ぜられ、霊亀3年（717年）留学生の阿倍仲麻呂・吉備真備らと唐に渡り、翌養老2年（718年）帰国。渡唐を通じて正五位下、養老3年（719年）正五位上に昇進。同年7月には遠江守に加えて按察使を兼任し、駿河国・伊豆国・甲斐国の各国の地方行政を監察した。

## 官歴
- 時期不詳：従六位上
- 和銅7年（714年）正月5日：従五位下
- 霊亀2年（716年）9月4日：遣唐大使
- 時期不詳：正五位下
- 時期不詳：遠江守
- 養老3年（719年）正月13日：正五位上。7月13日：駿河伊豆甲斐三国按察使